# Division 1 i volleyboll för damer 2016/2017
Division 1 i volleyboll för damer 2016/2017 spelas 1 oktober 2016 till 26 mars 2017. Av de lag som placerat sig bäst anmälde Linköpings VC och VK Orion intresse av att delta i Elitserien 2017/2018. Då antalet lag ökades i Elitserien gick de upp utan att behöva spela något kval. Lindesbergs VBK B, Sollentuna VK B, Södertelge VBK B, VK Veddige och  KFUM Malmö Volley åkte ur serien. 

## Tabeller

### Norra[2]
| Pos. | Lag               | Pt | M  | V  | F  | VS | FS |
| ---- | ----------------- | -- | -- | -- | -- | -- | -- |
| 1.   | Linköpings VC     | 59 | 20 | 20 | 0  | 60 | 5  |
| 2.   | Rissne IF         | 43 | 20 | 14 | 6  | 47 | 26 |
| 3.   | Uppsala VBS       | 42 | 20 | 15 | 5  | 48 | 23 |
| 4.   | IKSU              | 42 | 20 | 14 | 6  | 48 | 29 |
| 5.   | Norsjö VBK        | 40 | 20 | 14 | 6  | 48 | 29 |
| 6.   | Södertelge VBK    | 39 | 20 | 13 | 7  | 47 | 34 |
| 7.   | Västerås VBK      | 23 | 20 | 8  | 12 | 32 | 45 |
| 8.   | Stockholms Vingar | 17 | 20 | 5  | 15 | 26 | 50 |
| 9.   | Lindesbergs VBK B | 14 | 20 | 4  | 16 | 24 | 51 |
| 10.  | Sollentuna VK B   | 8  | 20 | 2  | 18 | 13 | 55 |
| 11.  | Södertelge VBK B  | 3  | 20 | 1  | 19 | 13 | 59 |

### Södra[3]
| Pos. | Lag                | Pt | M  | V  | F  | VS | FS |
| ---- | ------------------ | -- | -- | -- | -- | -- | -- |
| 1.   | RIG Falköping B    | 44 | 20 | 15 | 5  | 52 | 26 |
| 2.   | Göteborg VBK       | 43 | 20 | 15 | 5  | 48 | 23 |
| 3.   | Engelholms VS B    | 35 | 20 | 12 | 8  | 41 | 31 |
| 4.   | Lunds VK B         | 33 | 20 | 12 | 8  | 41 | 34 |
| 5.   | VK Orion           | 33 | 20 | 10 | 10 | 40 | 39 |
| 6.   | Hylte/Halmstad VBK | 29 | 20 | 9  | 11 | 36 | 38 |
| 7.   | Ljungby Volley     | 29 | 20 | 8  | 12 | 41 | 42 |
| 8.   | Eneryda Volley     | 27 | 20 | 9  | 11 | 36 | 43 |
| 9.   | KFUM Jönköping     | 27 | 20 | 9  | 11 | 32 | 43 |
| 10.  | VK Veddige         | 20 | 20 | 7  | 13 | 31 | 44 |
| 11.  | KFUM Malmö Volley  | 10 | 20 | 4  | 16 | 19 | 54 |

## Fotnoter
1. ↑  ”Inget elitseriekval på damsidan”. Svenska volleybollförbundet. 16 mars 2017. https://www.volleyboll.se/volleyboll/nyheter/volleyboll/2017-03-16-inget-elitseriekval-pa-damsidan. Läst 28 september 2023.
2. ↑  ”Division 1 norra 2016/2017”. Everysport. https://www.everysport.com/volleyboll-dam/2016-2017/serie/division-1-norra/75725. Läst 28 september 2023.
3. ↑  ”Division 1 södra 2016/2017”. Everysport. https://www.everysport.com/volleyboll-dam/2016-2017/serie/division-1-sodra/75724. Läst 28 september 2023.
4. ↑  Anget som C i källan, men fanns inget lag B högre eller lika högt i seriesystemet
5. ↑  Anget som B i källan, men fanns inget lag A högre eller lika högt i seriesystemet